# Hyalinaria fuscibasis
Hyalinaria fuscibasis är en fjärilsart som beskrevs av George Thomas Bethune-Baker 1910. Hyalinaria fuscibasis ingår i släktet Hyalinaria och familjen säckspinnare. Inga underarter finns listade i Catalogue of Life.